# Imma Battaglia
Immacolata Battaglia, detta Imma (Portici, 28 marzo 1960), è un'attivista e politica italiana, una delle figure leader del movimento per i diritti LGBT in Italia.
Presidente del Circolo di cultura omosessuale "Mario Mieli" dal 1995 al 2000, è tra i fondatori di Di' Gay Project, di cui è stata presidente fino al febbraio 2014. Dal 2013 al 2016 è stata consigliere comunale a Roma, eletta nelle file di Sinistra Ecologia Libertà.

## Biografia

### Attivismo LGBT
Laureata in Matematica all'Università degli Studi di Napoli Federico II, fu membro del circolo di cultura omosessuale Mario Mieli di Roma, diventandone anche presidente fino al 2000. Tra le protagoniste del movimento LGBT italiano fin dalla seconda metà degli anni Novanta, da presidente del Mario Mieli promosse l'ingresso dell'associazione nell'EPOA (European Pride Organisers Association) e, nel 1996, avanzò la candidatura di Roma a ospitare il Gay Pride mondiale del 2000. Quando la Capitale ottenne l'organizzazione dell'evento Battaglia ne assunse il coordinamento; già nel 1999 era stata organizzatrice del Gay Pride nazionale, che si tenne sempre a Roma.

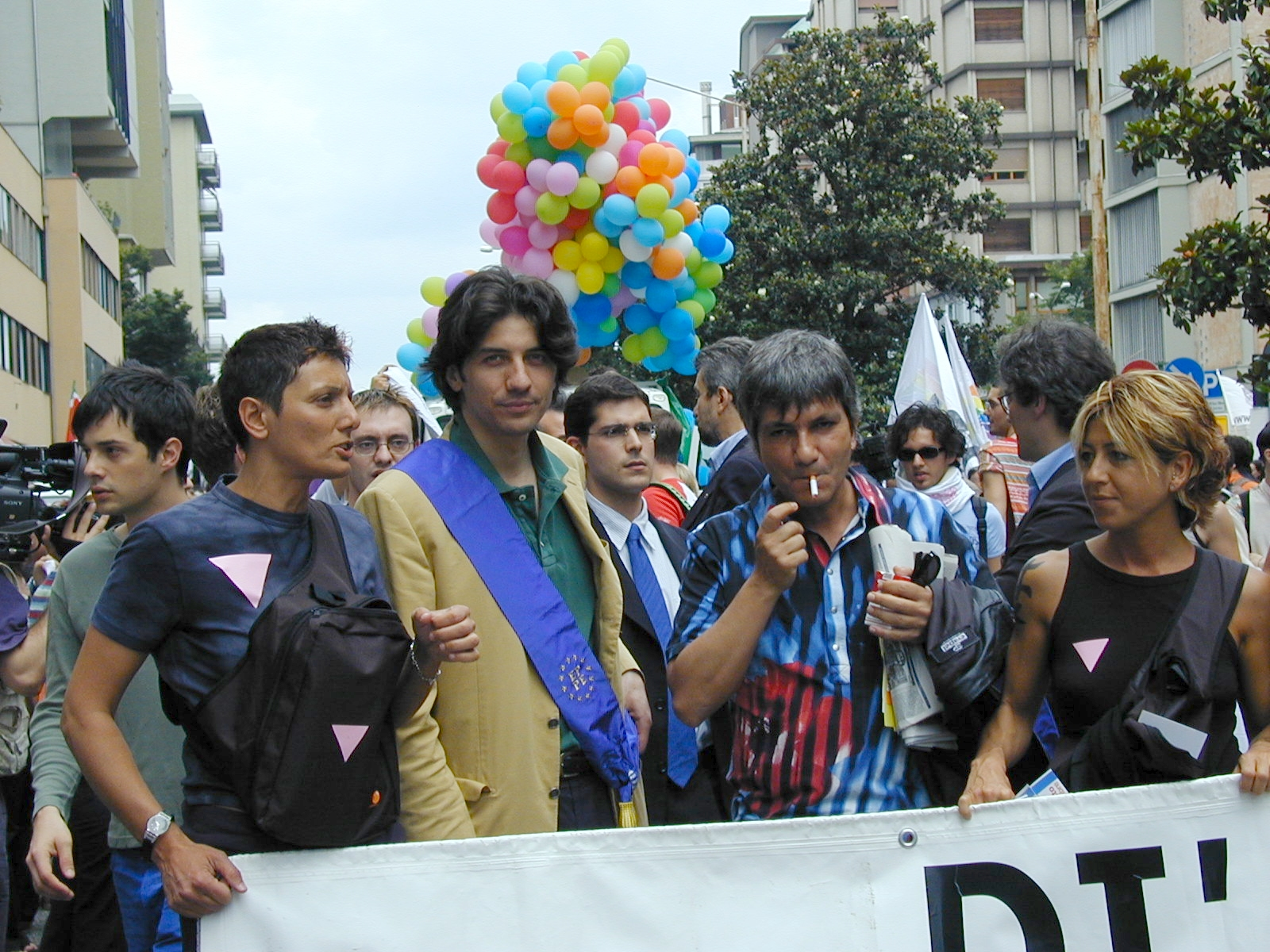
Imma Battaglia al Gay Pride di Padova del 2002 con Marco Cappato, Daniele Capezzone e Nichi Vendola

Il periodo immediatamente precedente il World Pride la vide impegnata come Presidente del Mario Mieli e organizzatrice in una forte polemica con il mondo politico insieme a tutti gli esponenti del movimento omosessuale italiano.
L'allora presidente del Consiglio Giuliano Amato, riferendo in Parlamento sulla questione, dichiarò di ritenere «inopportuna» la manifestazione nell'anno del Giubileo ma di non potervisi «purtroppo» opporre perché «vi è una Costituzione che ci impone vincoli e costituisce diritti»; oltre alle prevedibili reazioni politiche e associative per quel «purtroppo» che fu visto come una giustificazione di fronte alle gerarchie vaticane, giunsero anche le proteste di Magistratura democratica che, in un comunicato, espresse «stupore» e «indignazione» per le parole di Amato, ricordando che la Costituzione «non è un impaccio, ma la regola fondamentale della convivenza».
L'allora sindaco di Roma Francesco Rutelli ritirò il patrocinio che era stato concesso dal Comune. Imma Battaglia dichiarò dalle pagine dei giornali "Noi manifesteremo comunque, con o senza autorizzazione".
Il World Gay Pride si svolse regolarmente tra il 1º e il 9 luglio 2000 e l'attacco mosso dalla Chiesa cattolica causò non solo un inatteso compattamento all'ultimo minuto di tutte le realtà lgbt italiane, ma anche una partecipazione straordinaria che andò oltre il mezzo milione di persone (Imma Battaglia dal palco gridò "Siamo un milione!"), e che non era stata prevista dagli stessi organizzatori dell'evento. Enorme fu l'afflusso di persone eterosessuali che parteciparono per solidarietà.
All'indomani dell'evento, il Papa Karol Wojtyła condannò esplicitamente dalla finestra di piazza San Pietro le «ben note manifestazioni che a Roma si sono svolte nei giorni scorsi» e «l'offesa recata ai valori cristiani di una città che è tanto cara al cuore di tutti i cattolici del mondo».
Dopo il World Pride, in seguito a polemiche interne alle associazioni romane, lascia il Circolo Mario Mieli e fonda l'APS Di' Gay Project, di cui è presidente. L'attrito con il Mario Mieli divenne ancora più forte nel momento in cui Battaglia andò a fare concorrenza allo storico circolo sulle sue iniziative commerciali, creando nel 2001 il Gay Village, che diventa a breve uno dei riferimenti della comunità gay romana. È ideatrice e organizzatrice del Gay Village, importante evento dell'estate romana, vincitore del Best Event Awards 2011, il premio assegnato dall'Agenzia della Comunicazione ai migliori eventi organizzati in Italia. L'ultima edizione è stata organizzata nel 2018 nel quartiere di Testaccio. Il 27 maggio 2012, presso la sede del Dì Gay Project, Imma Battaglia celebra un "matrimonio civile" tra due donne, che firmano una scrittura privata predisposta dai legali dell'associazione che punta a tutelare la convivenza sulla base delle possibilità offerte dall'attuale legge italiana. Dal 2012 scrive sulla versione italiana dell' Huffington Post diretto da Lucia Annunziata.

### Attività politica
Nel 2009 accetta la proposta dell'amico di vecchia data Nichi Vendola di candidarsi alle elezioni europee nelle liste di Sinistra e Libertà. Ottiene 3.586 voti, ma il partito non raggiunge la soglia di sbarramento necessaria per accedere al Parlamento europeo. Nel 2013 è una delle candidate alle Elezioni Regionali del Lazio nella Lista Civica a sostegno della candidatura alla Presidenza di Nicola Zingaretti. Nello stesso anno si candida nelle liste di Sel alle elezioni comunali a Roma, venendo eletta consigliera.
Politicamente si è sempre dichiarata aperta al dialogo con tutte le forze politiche e contraria al pregiudiziale schieramento a sinistra del movimento gay, cosa che negli anni la porta a scontri diretti con ampia parte del movimento stesso. Polemiche suscitò la presenza al Gay Village nel 2009 di Gianni Alemanno, che partecipò alla serata conclusiva con la presidente della Regione Lazio Renata Polverini e il presidente della Provincia di Roma Nicola Zingaretti.

Il 21 luglio 2012, un post di Battaglia sulla sua pagina facebook di apertura verso Pier Ferdinando Casini diviene oggetto di dure polemiche all'interno della comunità. Casini aveva precedentemente dichiarato: "Stabilire garanzie giuridiche per una coppia di conviventi anche dello stesso sesso è un fatto di civiltà ma i matrimoni tra gay sono una idea profondamente incivile". Imma Battaglia aveva commentato: 
Nell'agosto del 2012, un articolo di Battaglia pubblicato sul Giornale intitolato «Le unioni civili? A noi gay non interessano» la rendono oggetto di attacchi da parte di numerosi esponenti del movimento LGBT italiano. Nell'articolo Battaglia sosteneva come la questione omosessuale fosse usata come uno «specchietto per le allodole» in un momento storico in cui le priorità della politica, per la crisi economica, erano in realtà altre.
Il giorno dopo, con un nuovo articolo, Battaglia chiarisce che Non solo nozze; non solo unioni sarebbe stato un titolo più appropriato di quello scelto dal quotidiano, pur ribadendo le convinzioni espresse nell'articolo precedente.
In vista delle elezioni comunali di Roma dell’ottobre del 2021, in rappresentanza di Liberare Roma si candida alle primarie del centro-sinistra per la scelta del candidato sindaco arrivando quarta con il 6,34% dei voti (2897 preferenze).

### Vita privata

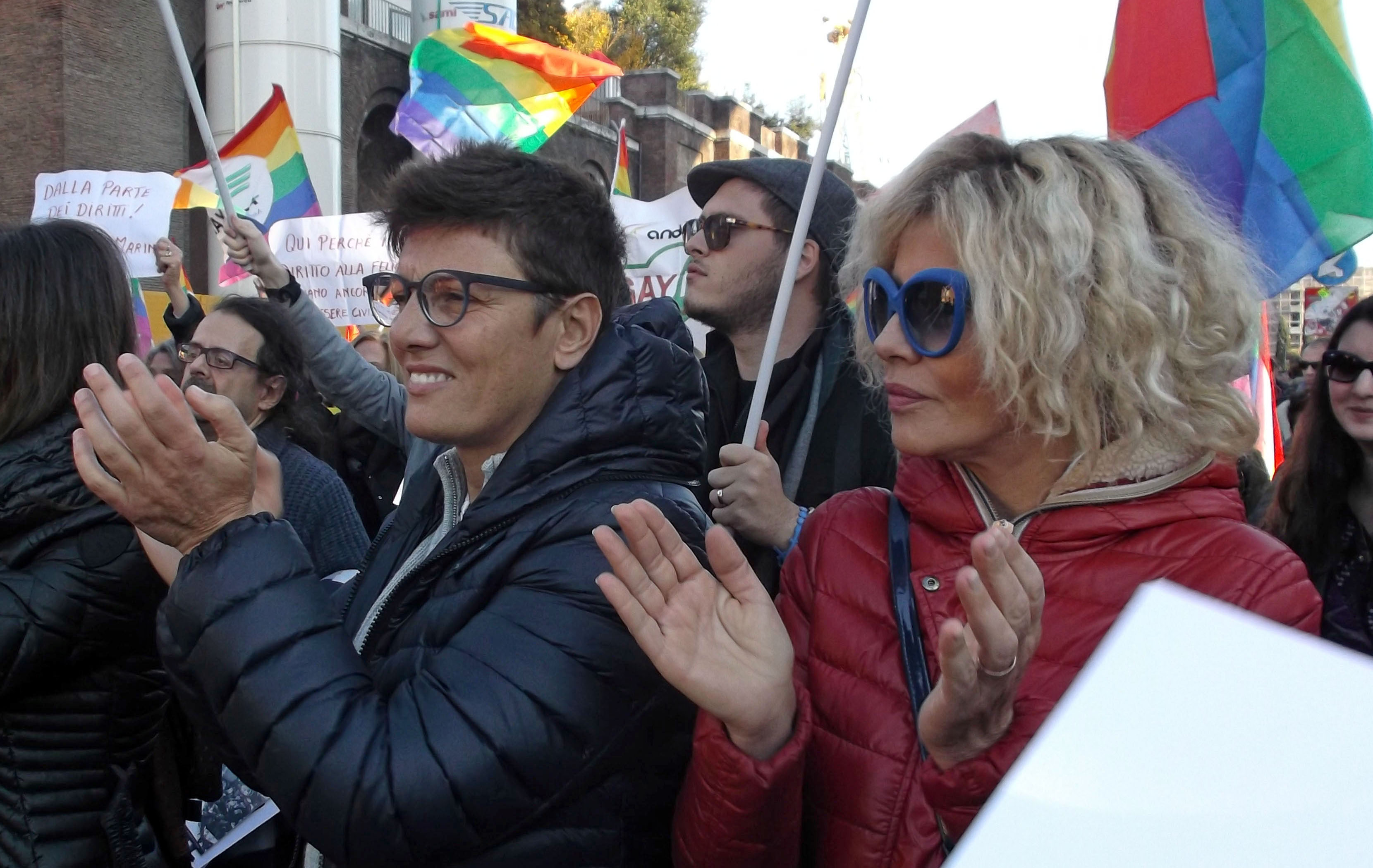
Imma Battaglia ed Eva Grimaldi nel 2015, a una manifestazione in favore del matrimonio egualitario.

Precedentemente legata sentimentalmente all'attrice Licia Nunez, dal 2010 ha una relazione con l'attrice Eva Grimaldi. Il 19 maggio 2019 le due si uniscono civilmente, in una cerimonia celebrata direttamente da Monica Cirinnà, prima firmataria della legge sulle unioni civili.
Nel 2022 partecipa come concorrente al programma di Alessandro Borghese - Celebrity Chef in onda su TV8.